# Magescq
Magescq är en kommun i departementet Landes i regionen Nouvelle-Aquitaine i sydvästra Frankrike. Kommunen ligger i kantonen Soustons som tillhör arrondissementet Dax. År 2022 hade Magescq 2 602 invånare.

## Befolkningsutveckling
Antalet invånare i kommunen Magescq
Referens:INSEE